# 1705
1705 (MDCCV) var ett normalår som började en torsdag i den gregorianska kalendern och ett normalår som började en måndag i den julianska kalendern samt ett normalår som började en söndag i den svenska kalendern.

## Händelser

### Maj
- 6 maj – En källa med ovanligt hög järnhalt upptäcks i blekingska Ronneby, vilket leder till grundandet av Ronneby brunn.

### Juli
- 16 juli – Svenskarna under generalmajor Adam Ludvig Lewenhaupt besegrar ryssarna under fältmarskalk Boris Sjeremetiev i slaget vid Gemauerthof.
- 21 juli – Svenskarna besegrar polackerna i slaget vid Rakowitz.

### November
- 18 november – Fred sluts mellan Sverige och Polen i Warszawa.[1]

### December
- 21 december – Nils Gyldenstolpe blir ny svensk kanslipresident.

### Okänt datum
- Ett fälttåg österut påbörjas och svenskarna förföljer ryssarna ända in i Volynien.
- En längre period av missväxt drabbar Sverige.

## Födda
- 1 januari – Adolf Mörner, svensk friherre, greve av Morlanda.
- 27 februari – Peter Artedi, svensk biolog, iktyologins fader.
- 6 juli – Louise de Ramezay, kanadensisk feodal godsägare och industrialist.
- 19 september - Marguerite-Antoinette Couperin, fransk musiker.
- 31 oktober – Clemens XIV, född Giovanni Vincenzo Antonio Ganganelli, påve 1769–1774.
- 9 december – Faustina Pignatelli, italiensk matematiker.

## Avlidna
- 5 februari – Philipp Jakob Spener, tysk teolog.
- 5 maj – Leopold I, tysk-romersk kejsare 1658–1705.
- 15 augusti – Johan Gabriel Stenbock, svensk statsman.
- 16 augusti – Jakob Bernoulli, schweizisk matematiker.
- 29 september – Lovisa Dorotea av Preussen, gift med Fredrik av Hessen-Kassel.
- 30 november – Katarina av Braganza, drottning av England, Skottland och Irland 1662–1685 (gift med Karl II)
- 10 november - Justine Siegemundin, tysk barnmorska och författare.

### Fotnoter
1. ↑  ”Stora nordiska kriget 1700-1721”. Arkiverad från originalet den 24 maj 2012. http://archive.is/2012.05.24-200119/http://hem.passagen.se/ludde81/historia/krig/nya_tidens_krig/138_stora_nordiska_kriget.html. Läst 3 april 2011.